# Anopheles millecampsi
Anopheles millecampsi este o specie de țânțari din genul Anopheles, descrisă de Lips în anul 1960.
Este endemică în Congo. Conform Catalogue of Life specia Anopheles millecampsi nu are subspecii cunoscute.